# Tetsu Yamato
Tetsu Yamato (født 30. maj 1978) er en tidligere japansk fodboldspiller.
Han har spillet for flere forskellige klubber i sin karriere, herunder Cerezo Osaka.